# 开鲁县佛塔
43°35′40″N 121°18′43″E / 43.59444°N 121.31194°E
开鲁县佛塔，位于中华人民共和国内蒙古自治区通辽市开鲁县，是一座元代砖制喇嘛塔，因该塔位于开鲁县而得名。该塔具体建造时间不详，曾于1962年和1993年先后两次得到修缮。该塔通高17.7米，从下至上可分为塔基、塔座、钵体、十三天和塔刹等五个部分。2001年，开鲁县佛塔被列为全国重点文物保护单位。

## 历史
开鲁县佛塔始建于元代中早期，但具体建造时间不详。有说法称建于元至元二十四年（1287年）至元贞三年（1297年），也有说法根据开鲁县当地的政府变迁和塔的形制推断出建造时间在1301年至1306年间:129。该塔没有确切名称，只因其在开鲁县境内，因而得名开鲁县佛塔。塔的南侧原有一座古寺庙遗址。中华人民共和国成立后，该塔残破不堪，部分塔身已经塌毁。1962年，该塔曾被内蒙古自治区人民政府出资维修，但原塔的塔基形状被从方形改为圆形:171。1993年，内蒙古自治区人民政府拨款维修该塔，在这次维修中，考古队员发现了除1962年所用的维修用砖外的其余5中砖，但这些砖的来历和初始用途均不得而知。2001年，开鲁县佛塔被列为全国重点文物保护单位。

## 结构
开鲁县佛塔为砖制喇嘛塔，通高17.7米，由五部分组成，由下至上分别为塔基、塔座、钵体、十三天和塔刹。塔基原为圆形夯土状，在1962年维修之后改为正方形，边长16米，高出地表1.2米，用19乘37厘米的青砖砌成。塔基表面用砖块、混凝土和平面大小为11.5乘以24厘米的青砖分层铺成。塔基的四面分设七级台阶。塔基上每隔2.5米立有一根高1.5米的钢管立柱，立柱间设有护栏。塔基上方为塔座，该塔座为正方形须弥座，边长为6米，高4.1米，正南面开有一扇宽0.8米、高1.5米、进深0.3米的假券门。塔座墙厚1.5米，墙内填充有土石块，其中夹杂有残破磨盘，距离地面3米高的位置还设有“井”字形木质拉筋，共计4根，正中心地表向下1.8米处为地宫。塔座上方为钵体，高3.7米，中空外圆，顶端直径3.9米，底端直径3.2米。钵体四周各设有一个宽0.5米、高1.0米、深0.3米的佛眼，南侧佛眼下有一扇高0.7米、宽0.6米的封闭式券门。钵体壁厚1.6米，天宫内径2.1米，钵体上封闭式券门即为进入天宫的通道。此外在天宫下方还有一座隔开的中宫，位于天宫和地宫之间。钵体上方为十三天，其中十三天座为正方形，边长3米，座高2.5米，座上方2米高的位置拉出两层闪檐，檐内有四根木质拉筋，彼此呈“井”字形以加固十三天。十三天座上方的十三天部分高4.3米，平面呈八角形，底部最大对角线为3米，顶部最大对角线则为2.1米，每隔0.33米拉出一层0.33米宽的闪檐，内部为实心砌筑。其中第六层和第十三层的闪檐的八角上各有一只风铃。十三天顶部为塔刹，分为刹座和刹顶两部分。其中刹座为圆形，下部的座颈直径2米，高1.1米，上部为直径2.4米、高0.8米的伞状拉檐。刹顶为莲花底边，用黄铜制成，高1.2米，底部直径0.58米，总重量达400千克。:171-173

## 文物
在1962年的维修过程中，考古队员从中发掘出了大批经卷，但这些经卷均因保管不善而遗失:173。1993年的发掘过程中，考古人员在基座中心的地宫中发掘出5个大小不一的釉陶罐，均为鼓腹式，罐内装有五谷、珠宝、铜佛等文物，套管上方盖有磨盘残块。